# Niitvälja (przystanek kolejowy)
Niitvälja (est.: Niitvälja raudteepeatus) – przystanek kolejowy w Niitvälja, w prowincji Harjumaa, w Estonii, wybudowany w 1962. Znajduje się na szerokotorowej linii Keila – Paldiski, 31,1 km od dworca kolejowego w Tallinnie. Obsługiwany jest przez pociągi elektryczne Eesti Liinirongid.

## Linie kolejowe
- Keila – Paldiski